# تيموثي س. ماي
تيموثي س. ماي (بالإنجليزية: Timothy C. May)‏ هو عالم حاسوب أمريكي، ولد في 21 ديسمبر 1951 في بيثيسدا في الولايات المتحدة، وتوفي في 13 ديسمبر 2018 في Corralitos, California ‏ في الولايات المتحدة.